# Gottsunda, Österåkers kommun
Gottsunda är en tidigare småort i Österåkers kommun i Stockholms län, belägen norr om Täljö och väster om Hagbyhöjden. Från 2015 räknas orten som en del av tätorten Åkersberga och småorten upplöstes.